# 飯豊村 (福島県相馬郡)
飯豊村（いいとよむら）は福島県北東部、相馬郡に属していた村。現在の相馬市東部、常磐線相馬駅の南東一帯、宇多川河口右岸、日下石川河口左岸の松川浦に面した地域にあたる。

## 地理
- 河川：宇多川、日下石川

## 歴史
- 1889年（明治22年）4月1日 - 町村制の施行により、馬場野村、程田村、柏崎村、新田村、岩子村、南飯淵村、百槻村、大曲村が合併して宇多郡飯豊村が発足。
- 1896年（明治29年）4月1日 - 所属郡が相馬郡に変更。
- 1954年（昭和29年）3月31日 - 中村町・磯部村・日立木村・大野村・八幡村・山上村・玉野村と合併して相馬市が発足。同日飯豊村廃止。

## 交通

### 鉄道路線
日本国有鉄道常磐線が村域の西端をわずかに掠めていた。

### 道路
- 国道6号